# Josimar Tavares
Josimar Tavares (5. studenoga 1986.) je zelenortski rukometni vratar. Nastupa za klub Desportivo da Praia i zelenortsku reprezentaciju.
Natjecao se na Svjetskom prvenstvu u Egiptu 2021., gdje je reprezentacija Zelenortske Republike završila na posljednjem, 32. mjestu.